# ホノルル・東京・香港
『ホノルル・東京・香港』（Honolulu-Tokyo-Hong Kong）は、1963年公開のラブコメディ映画。監督は千葉泰樹。配給は東宝とキャセィ・オーガニゼィション （Cathay Organisation, en）。

## 概要
『結婚式・結婚式』の脚本を手がけた松山善三と、『女に強くなる工夫の数々』の千葉泰樹監督が、ハワイと香港を舞台に撮影したラブロマンス。撮影は西垣六郎。

## ストーリー
岡本真珠商会の長男雄一がハワイのホノルル飛行場に到着。留学中の弟・次郎から、雄一の初恋の人・桜井美代子が戦争花嫁としてやってきたと告げられる。次郎の同級生・呉愛玲がミス・ハワイに選ばれたことを受け、浜辺は祝賀会で人だかり。ミス ハワイの賞品は東京と香港への旅行で、愛玲の養父母はこの機会に彼女の妹と婚約者が4歳のときに香港にいることを伝えました。翌日、次郎と愛玲が雄一を案内してキラウエア山に登っていたとき、愛玲はミヨコが日本に戻る旅費を稼ぐためにパイナップル畑で働いていることを彼に知らせた。
雄一は次郎を使って美代子に日本行きの航空券を渡した。雄一は、羽田に着くとすぐに家族の送迎を無視して一緒に来日した愛玲の面倒を見た。雄一の心は次第に愛玲に傾いていくが、迷い迷子になった愛玲を叩きのめし、愛を告白することになってしまう。驚いた愛玲が次郎に国際電話でこのことを伝えると、次郎が飛び込んできた。しかし、愛玲と雄一は香港に向けて出発したばかりだった。そんな時、香港で素敵な婚約者の鄭和を紹介し、雄一の本心を確かめようとした愛玲は、妹の愛蘭から鄭和に恋をしていたことを告白された。祝福された人々。ハワイに帰る日が近づき、次郎は間もなく愛玲の弟になる。同級生の輝子が次郎を慰めているに違いない。

## スタッフ
- 製作：藤本真澄, 林永泰 (キャセィ・オーガニゼィション)
- 脚本：松山善三
- 監督：千葉泰樹
- 撮影：西垣六郎
- 照明：西川鶴三
- 美術：阿久根巖, 飞八一
- 録音：小沼渡
- 音楽：松井八郎
- 編集：大井英史
- 助監督：野長瀬三摩地
- スチル：秦大三
- 協力：パン・アメリカン航空

## キャスト
- 呉愛玲：尤敏
- 呉子安：王引
- 呉静敏：ワン・ライ
- 岡本雄一：宝田明
- 岡本次郎：加山雄三
- 岡本の父：上原謙
- 岡本の母：東郷晴子
- 祖母：飯田蝶子
- 桜井美代子：草笛光子
- 宮川テル子：星由里子
- 劉少林：高原
- 劉音：馬笑儂
- 劉愛蘭：張慧(女閔)
- 鄭浩：林沖
- 玉梅：コウ・ホウチン
- 私立探偵：三木のり平
- 旅館の女将：藤間紫
- 旅館の女中：河美智子
- 中国語を話す男Ａ：佐田豊
- 中国語を話す男Ｂ：中山豊
- 巡査：藤木悠
- 洋服屋：馬力
- 靴屋：広瀬正一
- 女事務員：弓野陽子
- レジスター：浦山珠実
- マッサージ師：宮田洋容
- タクシー運転手：井上大助